# 巴布亞新畿內亞簽證政策

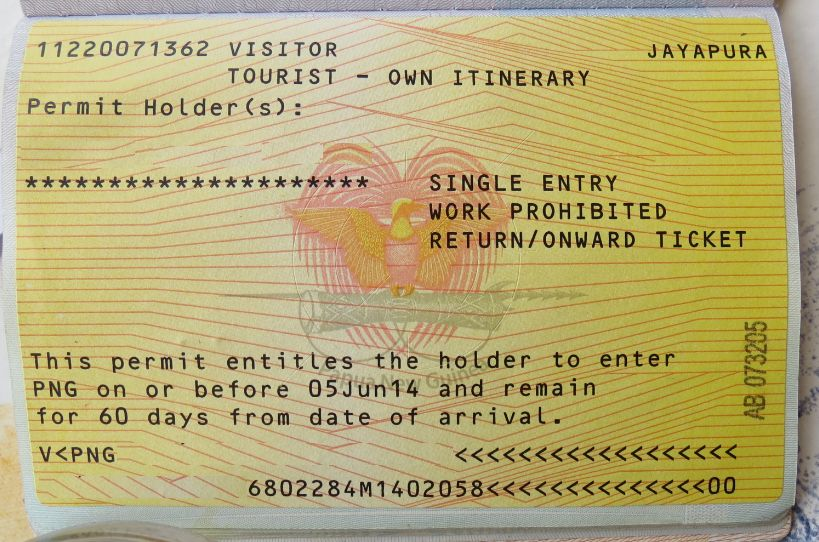
贴纸签证

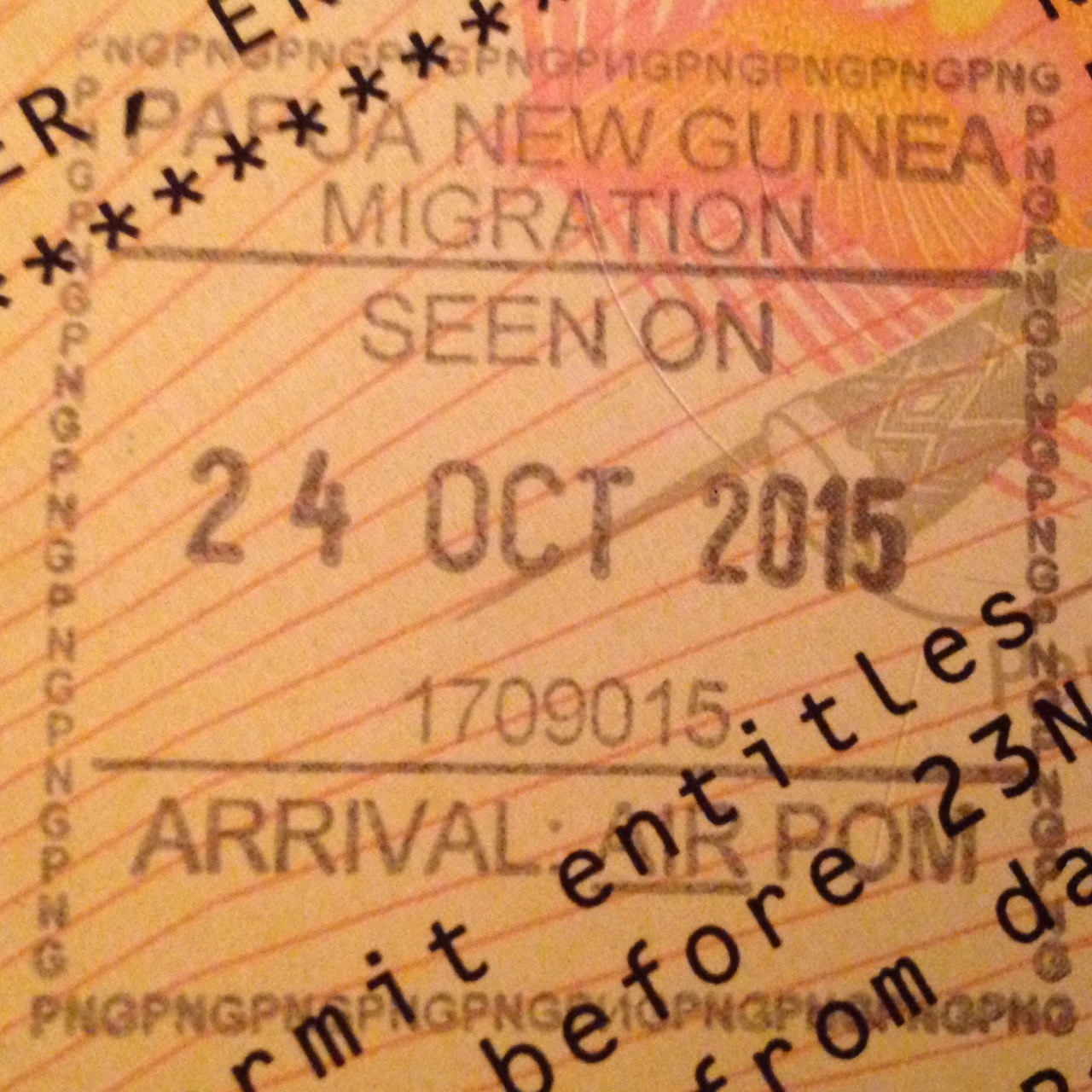
入境章

外國公民入境 前必須取得签证，除享有落地簽證資格的國家的公民外。所有入境旅客的护照均須有6個月以上有效期。

## 分布地圖

巴布亚新几内亚
个人落地签证（60天）和简易访客许可（60天）
简易访客许可（60天）
简易访客许可（30天）
电子签证（60天）和团队落地签证（30天）
电子签证（60天）

## 落地簽證
以下国家和地区的国民在抵达杰克逊斯国际机场后可以获得有效期为30或60天的落地签证。
| - 中國1 2 - 斐济 - 印度尼西亞1 - 以色列3 | - 日本1 - 新喀里多尼亞 - 所罗门群岛 |  |

1 - 适用于外交或公务护照持有者

2 - 适用于持普通护照参加跟团旅游的游客

3 - 60天
巴布亚新几内亚已经与 印度和 签署了针对外交和公务护照持有者的免签协议，需等待巴布亚新几内亚国会批准后才能生效。
巴布亚新几内亚移民部表示，落地签证不适用于签订正式长期合同的外交官和公务员，而仅适用于签订短期合同的访问者。

## 在线申请

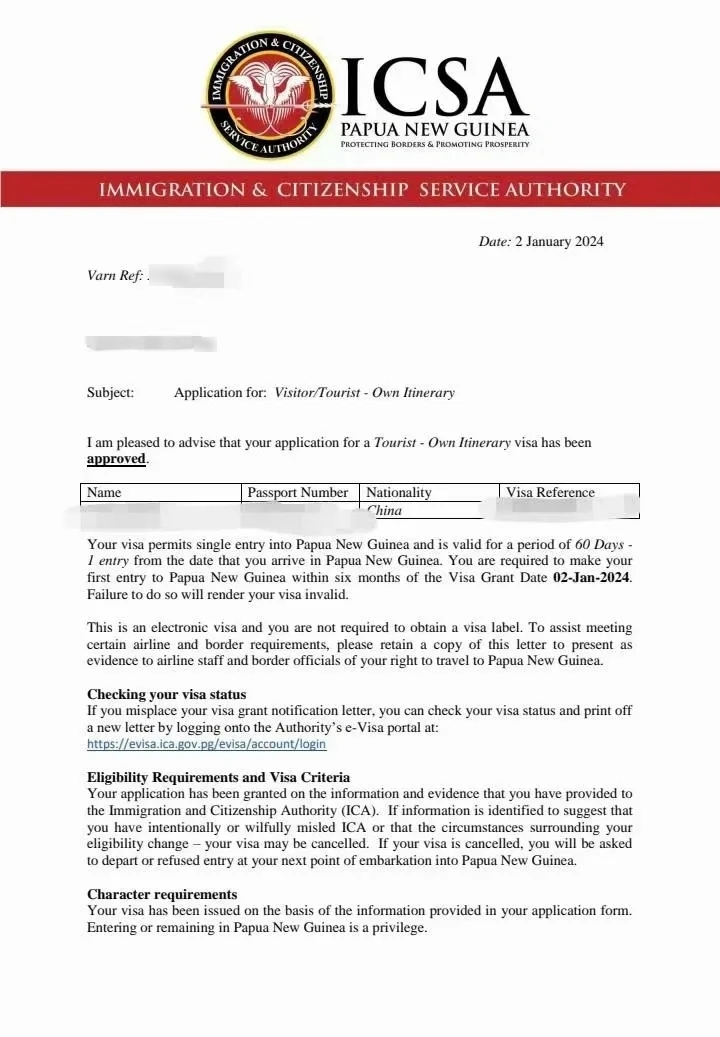
电子签证

### 简易访客许可
以下国家和地区的公民可获得停留期为30或60天的简易访客许可（Easy Visitor Permit）。

申请电子签证将收取50美元的签证费用。

电子签证单次入境有效，并明确禁止持有者从事有偿工作。
| - 所有的欧盟公民1 \| - 安道尔 - 阿根廷 - 巴西 - 加拿大 - 智利 - 斐济 - 香港 - 冰島 - 印度尼西亞 \| - 以色列 - 日本 - 基里巴斯 - 列支敦斯登 - 澳門 - 马来西亚 - 馬爾地夫 - 马绍尔群岛 - 墨西哥 - 密克羅尼西亞聯邦 - 摩納哥 \| - 瑙鲁 - 新西兰2 - 挪威 - 帛琉 - 秘魯 - 菲律賓 - 萨摩亚 - 圣马力诺 - 新加坡 - 所罗门群岛 \| - 瑞士 - 臺灣 - 泰國 - 英国 - 美国3 - 乌拉圭 - 梵蒂冈 \| \| | |                                                                                          |                                                       |  |
| - 安道尔 - 阿根廷 - 巴西 - 加拿大 - 智利 - 斐济 - 香港 - 冰島 - 印度尼西亞 | - 以色列 - 日本 - 基里巴斯 - 列支敦斯登 - 澳門 - 马来西亚 - 馬爾地夫 - 马绍尔群岛 - 墨西哥 - 密克羅尼西亞聯邦 - 摩納哥 | - 瑙鲁 - 新西兰2 - 挪威 - 帛琉 - 秘魯 - 菲律賓 - 萨摩亚 - 圣马力诺 - 新加坡 - 所罗门群岛 | - 瑞士 - 臺灣 - 泰國 - 英国 - 美国3 - 乌拉圭 - 梵蒂冈 |  |

| - 安道尔 - 阿根廷 - 巴西 - 加拿大 - 智利 - 斐济 - 香港 - 冰島 - 印度尼西亞 | - 以色列 - 日本 - 基里巴斯 - 列支敦斯登 - 澳門 - 马来西亚 - 馬爾地夫 - 马绍尔群岛 - 墨西哥 - 密克羅尼西亞聯邦 - 摩納哥 | - 瑙鲁 - 新西兰2 - 挪威 - 帛琉 - 秘魯 - 菲律賓 - 萨摩亚 - 圣马力诺 - 新加坡 - 所罗门群岛 | - 瑞士 - 臺灣 - 泰國 - 英国 - 美国3 - 乌拉圭 - 梵蒂冈 |  |

| - 安地卡及巴布達 - 巴哈马 - 多米尼克 | - 格瑞那達 - 印度 - 牙买加 - 賴索托 | - 模里西斯 - 纳米比亚 - 俄羅斯 - 卢旺达 - 圣基茨和尼维斯 - 圣卢西亚 | - 塞舌尔 - 南非 - 千里達及托巴哥 - 越南 - 尚比亞 |  |

1 - 该政策也适用于发给加勒比地区的法国和荷兰领土居民的护照。

2 - 该政策也适用于向库克群岛、紐埃和托克劳居民签发的护照。

3 - 该政策也适用于向關島、北马里亚纳群岛、波多黎各和美屬維爾京群島居民签发的护照。

### 电子签证
无法申请简易访客许可的旅客可以根据其旅行目的申请对应类别的电子签证，电子个人旅游签证收费50美元，有效期6个月，单次有效，停留期60天。

## 亞太經合組織商務旅遊證（APEC 卡）
持有下列国家和地区签发的护照并同时持有亞太經合組織商務旅遊證（APEC 卡／ABTC）的人，如果卡後有標注"PNG"代碼，可以以商務名義免簽進入境巴布亚新几内亚並逗留60日
ABTC卡签发给以下国家和地区的国民:
| - 智利 - 中国大陆 - 香港 - 印度尼西亞 - 日本 - 马来西亚 | - 墨西哥 - 新西兰 - 秘魯 - 菲律賓 - 俄羅斯 - 新加坡 - 臺灣 - 泰國 - 越南 |  |

## 外部連結
- 巴布亞新畿內亞移民與公民部門（英文）